# Xia Tai Kang
Xia Tai Kang è il nome completo di Tai Kang (太康T, Tài KāngP), terzo sovrano della probabilmente leggendaria dinastia Xia
Era il figlio di Qi.
Salì al trono nell'anno di Guiwei (癸未), fissando la capitale del regno nella città di Zhenxun (斟寻), dove si trasferì anche uno dei capi dei suoi vassalli, Houyi (羿).
Tai Kang regnò 19 anni. Secondo la tradizione, era amante della caccia e dei divertimenti e non governò bene, tanto che alla fine dovette cedere il trono al fratello minore Zhong Kang.
Morì 10 anni dopo la perdita del trono, secondo le Memorie del grande storico, o 4 anni secondo gli Annali di bambù.